# Екатерининское (Алтайский край)
Екатери́нинское — село в Третьяковском районе Алтайского края, административный центр Екатерининского сельсовета.

## География
Расположено на реке Алей у подножия сопки Маяк, в 10 км к югу от районного центра Староалейское.

## История
Первоначально село представляло собой небольшой укреплённый форпост на Сибирской линии, построенный в 1721 году у подножия сопки Маяк. В списке оборонительных сооружений Колыванской оборонительной линии, которая сформировалась к 1757 году, среди 36 объектов, под № 9 назван станец святой Екатерины, ставший началом поселения Екатерининское.
Позднее станец был уничтожен, а на его месте возникло поселение государственных крестьян. Очевидцем жизни в этом поселении стал П. С. Паллас, который пребывал в селе и его окрестностях в 1770 году:

Первой в Алей вливающийся ручей, который здесь встречается, называется Таловка; вдоль онаго надобно ехать несколько верст до лежащего ниже устья онаго на Алее уничтоженного форпоста Екатерининским называемого, при коем заведено Польское селение почти из 13 дворов состоящее… С приходом их летом на отведенной им земле, не токмо успели построить свои дворы, но и запастись озимовым хлебом, и тем доказали своё трудолюбие. В Таловке находятся здесь две мельницы… [2, с. 222].

Первые жители Екатериновки были не поляками, а русскими крепостными крестьянами, ранее бежавшими в Польшу от помещиков, и позднее возвращённых в Россию и сосланных в Сибирь. В составленной в 1782 году в ходе проведения четвёртой «ревизии», то есть переписи населения, «ревизской сказке» о селе сказано следующее:

«Староста Пимен Назаров по силе Её императорского величества и в народ публикованного Манифеста, даю сию сказку в том, помянутая Екатерининская деревня вновь заведена после бывшей в 1763 ревизии, заселена в 1766 году вывезенными из Польши бегло-российскими, оставшимися от выбора для формирования вновь в Сибири пехотного Томского и Селенгинского полков неспособными к службе за старостью и болезнями людьми».

Таким образом, заселение Екатерининской деревни происходило в 1766 году, то есть в период правления Екатерины II, руке которой принадлежит указ о ссылке непокорных крестьян в Сибирь на каторжные работы, чтобы снабжать солдатский гарнизон продовольствием и фуражом для животных. Но, возможно, название села возникло от названия станца, то есть дано в честь Екатерины I.
В дальнейшем численность населения в поселении росла за счет ссыльных. Материалы об этом имеются у П. С. Палласа: «Ныне сказывают умножено будет оное ещё некоторым числом Российских ссыльных, кои однако ж ни в строении, ни в земледелии ни малейшего не положили начала; но стояли в казармах оставленного форпоста и ни к чему доброму по- видимому не годятся» [2, с. 222]. Селились здесь и «великорусские посельщики». Так называли сданных в счет рекрутов крепостных. Большую же часть составляли государственные крестьяне, добровольно пожелавшие хлебопашествовать. Всего в 1782 году по итогам «ревизии» учтено 93 души «мужескаго пола» и 95 «женскаго».
25 апреля 1826 года по дороге на Риддерский рудник в селе останавливался учёный-ботаник и путешественник Карл Ледебур, который определил высоту села — 1024 фута (312 м).
В конце 1980-х годов экспедиция Сибирского центрального ботанического сада открыла на сопке Аринкин курган, расположенный в 3 км от села, редкий вид ириса — ирис Людвига, занесённый в Красную книгу. Место его произрастания на Аринкином кургане — единственное в Сибири.

## Население
| 1997  | 1998  | 1999  | 2000  | 2001  | 2002  | 2003  |
| ----- | ----- | ----- | ----- | ----- | ----- | ----- |
| 1214  | ↗1238 | ↗1241 | ↗1268 | ↘1258 | ↘1235 | ↗1241 |
| 2004  | 2005  | 2006  | 2007  | 2008  | 2009  | 2010  |
| ↗1256 | ↗1273 | ↘1256 | ↘1231 | ↘1211 | ↘1139 | ↘1131 |
| 2011  | 2012  | 2013  |       |       |       |       |
| ↘1124 | →1124 | ↘1111 |       |       |       |       |

## Инфраструктура
Улицы:
- 1 Мая
- Заречная
- Кирова
- Ленина
- Ляпина
- Малая
- Молодёжная
- Набережная
- Новая
- Садовая
- Советская
- Титова
- Урожайная